# 生活サポート基金
一般社団法人 生活サポート基金（いっぱんしゃだんほうじん せいかつさぽーとききん）とは、東京都新宿区に本部を置く日本の一般社団法人である。生活者向けの生活相談、貸付事業などを行っている。
当初、生活クラブ生協・東京とパルシステム生活協同組合連合会が、信用生活協同組合の設立を目指したものの、認可の見込みが低かったため、有限責任中間法人（現:一般社団法人）として設立された。

## 沿革
- 2005年12月 - 有限責任中間法人 生活サポート基金設立
- 2006年9月 - 貸付事業開始。個人再生ファンド募集開始
- 2008年3月 - 東京都多重債務者生活再生事業を開始
- 2009年1月 - 一般社団法人 生活サポート基金に組織変更
- 2011年1月 - 神奈川事務所増設
- 2013年5月 - 本部を飯田橋セントラルプラザ（新宿区）に移転。

## 事業
東京都・埼玉県・千葉県・神奈川県が対象エリアとなっている
- 生活相談

生活再生資金の貸付は、生活相談を行うことが前提となっている。
- 生活再生資金の貸付

本基金の貸付事業は、多重債務者や生活困窮者、経済的な理由により進学や修学の継続が困難な場合などが対象であり、公的給付・貸付と一般的融資の隙間を補完するものとなっている。また、非営利事業であるが、貸金業法上必要なため、貸金業登録を行っている。
- 東京都多重債務者生活再生事業

東京都社会福祉協議会が本生活再生事業用の基金を東京都からの補助により設置・運用し、生活サポート基金が生活相談を、中央労働金庫が貸付を実施する事業。 本事業による貸付の対象外の場合でも、上記生活再生資金の貸付の対象となる場合がある。
- 個人再生ファンドの募集

生活再生資金の貸付に要する資金を本ファンドで集めている。

## テレビ番組
- 日経スペシャル ガイアの夜明け “新マネー”でニッポン救え～生活守る“おカネのカタチ”（2009年3月24日、テレビ東京）[9] - 生活再建のための“カネ貸し”を取材。